# Hochholz (Solnhofen)
Hochholz ist ein Gemeindeteil der Gemeinde Solnhofen im Landkreis Weißenburg-Gunzenhausen (Mittelfranken, Bayern). Hochholz liegt in der Gemarkung Eßlingen.

## Lage
Der Ort ist als Straßendorf angelegt. Er liegt in der Fränkischen Alb, umgeben von Wiesen und Feldern in Westmittelfranken, nordöstlich von Solnhofen im Naturpark Altmühltal. Unweit befindet sich die gleichnamige Waldflur Hochholz. Die Grenze zum oberbayerischen Landkreis Eichstätt verläuft in einem Bogen um die Ostseite des Ortes herum. Die Nachbarorte sind (im Uhrzeigersinn, beginnend mit Norden) Bieswang, Ochsenhart, Schönfeld, Eßlingen und Solnhofen. Die Gemeindeverbindungsstraßen des Ortes verbinden Hochholz mit den umliegenden Orten.

## Geschichte
Vermutlich hat das Dorf seinen Namen aufgrund der Lage in einer hoch gelegenen, waldreichen Gegend. 1808 kam der Ort mit dem Gemeindeedikt zum Steuerdistrikt Solnhofen, 1818 löste sich daraus die Ruralgemeinde Eßlingen heraus. 1871 lebten im Ort in 28 Gebäuden 73 Menschen mit 86 Rindern. Hochholz war bis zur Gebietsreform in Bayern am 1. Juli 1971 ein Gemeindeteil von Eßlingen.
Kirchlich gehört der Ort zur evangelischen Kirchengemeinde St. Veit in Solnhofen im Evangelisch-Lutherischen Dekanat Pappenheim sowie zur katholischen Kirchengemeinde St. Ägidius in Schönfeld im Bistum Eichstätt. Es existiert die Freiwillige Feuerwehr Eßlingen/Hochholz mit Sitz in Eßlingen.

## Baudenkmäler
Einziges als Baudenkmal in die Bayerische Denkmalliste eingetragene Bauwerk ist ein etwa einen Meter hoher Grenzstein aus dem 18. Jahrhundert.